# Laurent Gervereau
Laurent Gervereau, né le 19 janvier 1956 à Neuilly-sur-Seine, est un plasticien, écrivain, historien du visuel et philosophe français.
Il a entre autres dirigé le Dictionnaire mondial des images (2006) et fondé en 2005 le Musée du Vivant.

## Biographie
Laurent Gervereau est lié par sa mère à la famille Bost et par son père à l’écrivain Jules Supervielle. Après une enfance passée entre Bobigny et Versailles, vers 1974-1975, il expose ses premières œuvres picturales à côté des surréalistes comme Alfred Courmes, Clovis Trouille, les surréalistes belges, Mirabelle Dors, Maurice Rapin, notamment au théâtre du Ranelagh. Il devient membre du Collège de 'Pataphysique avant l'occultation temporaire de 1975 ; proche de Noël Arnaud, il lui consacrera en 2013 son film intitulé Politically InKorect !.
Après avoir travaillé dans des librairies et dans une banque, il prend le 1er octobre 1978 un poste précaire au Musée des deux guerres mondiales, dépendant de la Bibliothèque de Documentation Internationale Contemporaine (BDIC), qu’il contribuera à transformer en 1986 en Musée d’histoire contemporaine.
De 1977 à 1979, il publie avec Guy Bodson, la revue d'art et de littérature Aux poubelles de la gloire, treize livraisons, pour un support situé aux confins de la 'Pataphysique (la présentation est proche des Cahiers du Collège de 'Pataphysique) et des situationnistes (la couverture du no 5 est un détournement de celle de l’Internationale Situationniste).
Après des études de droit, de sciences politiques et d'histoire de l'art, à l'Institut d'études politiques de Paris et à l'École du Louvre, interrompues pour travailler, il reprend ses études dans les années 1980, pour des raisons administratives, dans le cadre d'un DEA sur les représentations dans l'affiche politique française, qu'il passe en 1988 sous la direction de Marc Ferro à l'EHESS.
À partir de la fin des années 1980, il produit plusieurs expositions et ouvrages en collaboration, dans le cadre de la Bibliothèque de documentation internationale contemporaine (BDIC). Il devient en 1991 conservateur du Musée d'Histoire contemporaine, qui dépend de la BDIC. Sa carrière est atypique puisque, entré le 1er octobre 1978 à la BDIC, comme gardien et magasinier, il devient conservateur général en 2014.
En 1989, il cofonde un groupe, « Les Peintres d'histoire » (avec Guy Bodson, Louis Rollinde, Jean-Hugues Berrou, Silva-Nono), qui produit une série de publications, et expose à Naples, Paris et Hanovre ; Gervereau présente ses Téléphagies, qui sont des peintures d'images arrêtées de télévision placées dans des boites-écrans. L’ensemble de ses productions plastiques en différentes séries fait l’objet d’un catalogue raisonné : Unik. Catalogue des œuvres plastiques retrouvées (1969-2014).
Il initie en 1991 l'Association internationale des musées d'histoire, qu'il préside jusqu'en 2004. Il y fonde et préside le Conseil européen des musées d'histoire et le Conseil français des musées d'histoire. Il participe à plusieurs comités scientifiques (château de Versailles, Centre historique minier de Lewarde ou Fondation pour la mémoire de la Shoah à la demande de Simone Veil), conseille des institutions sur différents continents et assure des commissariats d’expositions (comme La Planète Jorn en 2001 avec Paul-Hervé Parsy au Musée d’art moderne et contemporain de Strasbourg).
Il crée le Réseau des Musées de l'Europe et une exposition sur l’histoire européenne : L’Europe, une longue histoire commune, ouverte le 19 octobre 2000 à l’invitation de la Présidente du Parlement européen, qui circule ensuite. Il bâtit la revue d'histoire comparatiste Comparare (avec un comité comprenant Jacques Le Goff, Eric Hobsbawm, Carlo Ginzburg, Rudolf von Thadden, Bronislaw Geremek). Depuis la session de Turku en Finlande du 15 au 17 septembre 2006, il est membre du Parlement Européen de la Culture (ECP/European Cultural Parliament).
Parallèlement, en 1992, il crée avec Fabrice d'Almeida, Antoine de Baecque, Laurence Bertrand Dorléac, Philippe Buton, Christian Delporte, David El Kenz, Thomas Michael Gunther, Ursula E. Koch, Michael Nicolaïev, et Sarah Wilson, le Groupe d'études sur l'image fixe, qui popularise notamment les expressions « image fixe » et « images mobiles ». Sous sa direction, le GEIF devient le groupe L'Image assorti d'une revue bilingue diffusée par Gallimard en France et l'université Harvard. Des colloques internationaux en jalonnent l'histoire (« Où va l'histoire de l'art contemporain ? » en 1995 avec la co-direction de Laurence Bertrand Dorléac, Serge Guilbaut et Gérard Monnier, « Peut-on apprendre à voir ? » en 1998, puis « Quelle est la place des images en histoire ? » avec Christian Delporte en 2006), comme la création de sites internet (imagesmag, imageduc, primages) et de cédéroms (collection « [décrypter les images] »). Il préside l'Institut des images, réseau informel de chercheuses et chercheurs internationaux, et dirige avec la Ligue de l'Enseignement le portail d'éducation aux images : decryptimages.net. Sur ce site, il crée en juillet 2013 le vidéomagazine culturel mensuel : « decryptcult ».
En 2001, il publie un roman Ce livre n'est pas à lire (Sens & Tonka). En avril 2018, il résume ses écrits en 4 volumes : Tome I. Humain planétaire, roman en 3 parties (Défaut d'identité ; Où suis-je ? ; Mixplanet, avec un épilogue : 10 conseils de navigation planétaire) ; Tome II. Philosophie de la relativité et pensée locale-globale ; Tome III. Apprendre à voir : Histoire générale du visuel et décryptage des images ; Tome IV. De l'écologie matérielle et culturelle : biodiversité et culturodiversité. La trilogie Humain planétaire a commencé à être écrite au milieu des années 1970 avec le refus de l'assignation identitaire (Défaut d'identité).
En 1997, il défend, avec un comité présidé par Jacques Julliard, la création d'un musée du xxe siècle. Ce projet n'ayant pas abouti, en 2001 il succède à Antoine de Baecque à la tête du musée du cinéma-Henri Langlois à la Cinémathèque française. En 2004, il est nommé à la direction du patrimoine culturel et des documentations de l'école d'ingénieurs AgroParisTech. Il y fonde en 2005 le Musée du Vivant (premier musée international sur l'écologie). Contre la montée en puissance du "greenwashing" et du "green marketing", il crée le Prix de la communication équitable le 18 octobre 2007 --auquel participent notamment Cabu et Erik Orsenna.
En 2005-2008, il réalise un moyen-métrage de 50 minutes intitulé La Peur des images qui est projeté en 2008 au Casino Luxembourg - Forum d'art contemporain. Le 1er avril 2009, il introduit la journée de la Bibliothèque nationale de France sur les fous littéraires et artistiques par la création d'un court-métrage (12 minutes) intitulé Ouf. Il est l'auteur également de huit films longs-métrages documentaires expérimentaux réalisés dans le cadre de ce qu'il nomme le « cinéma espresso » sortis en janvier 2011,.
En 2010, il est commissaire général de l’année Utopies et Innovations, soit plus de 600 événements avec la métropole Rhin-Rhône, impliquant 16 villes entre France, Suisse et Allemagne. Cette année 2010 est importante car 5 films longs-métrages sur 3 continents (France, Suisse, Allemagne, Mali, Japon, Inde) sont réalisées à l'occasion de ce commissariat, formant ce qu'il appelle un "cinéma espresso". De plus, poursuivant sa philosophie de la relativité (contre le relativisme), il publie Ici et partout. Trois essais d'écologie culturelle et lance SEE/socio-ecolo-evolutionnists pour défendre de façon locale-globale justice sociale et préoccupations environnementales (liant nature et culture pour des humains soucieux de leur vie proche et collective sur la planète).
Il est vice-président de la Fondation René-Dumont depuis 2009, promoteur de l'écologie culturelle et auteur avec Marc Dufumier d'un appel (2015) pour une Cité de l'écologie - René Dumont signé par plusieurs personnalités. Il codirige avec Cécile Blatrix le CIRE (Centre Interdisciplinaire de Recherches sur l'Écologie, dont le dessinateur Cabu a créé le logo). Un partenariat entre le Musée du Vivant-AgroParisTech et la Ligue de l'Enseignement permet de créer sous sa direction des expositions gratuites téléchargeables sur le portail decryptimages.net. Elles développent des modules adaptables d'éducation environnementale et d’éducation aux images, ce qu’il poursuit dans les activités de Nuage Vert – musée mobile Vallée de la Dordogne (avec «L’Art dans les villages» ou «L’environnement, c’est quoi ?»). En 2013 et 2014, il conçoit et anime l'émission mensuelle de télévision [decryptcult] avec La Ligue de l'Enseignement et AgroParisTech, diffusée sur Dailymotion et decryptimages.net. Elle fait participer pour 11 numéros des personnes très diverses (de Cabu à Jean-Louis Crémieux-Brilhac) à travers des thématiques comme "Apprendre à entendre", "Ville-campagne, la fin de la séparation" ou "L'Histoire instrumentalisée" et "Fin du progrès, éloge du mouvement".
En juillet 2015, il lance une initiative locale-globale à Argentat-sur-Dordogne, les Rencontres-promenades « Histoires de passages… », qui mettent en valeur les savoirs et les créations dans tous les domaines, apiculture, histoire de l'art, agronomie, science politique, gastronomie ou musique, grâce à une économie du don, de l'échange, de la gratuité. Pour la première édition, le dessinateur Cabu réalise là sa dernière affiche. Cette manifestation fête sa dixième édition en 2024 ("10 ans déjà ensemble !").
Ayant contribué à promouvoir l'histoire mondiale du visuel, il décide en 2016 de léguer sa bibliothèque et ses archives sur ce sujet au Musée de l'Image (Épinal, France). Ses travaux sur l'image se poursuivent avec le portail decryptimages.net et des publications comme en 2022 où il publie avec Christian Delporte LA MORT DE LA TELEVISION, qui insiste sur la guerre mondiale médiatique, les fronts de l'information (un label PLURI) et éducatif (un label EDUCRITIC), enfin au temps du multimédiatique et des réseaux sociaux : "L'injonction à paraître ou inexister".
Le 3 juin 2017, il crée le label « Earth-Village / Village-Terre », défendant la biodiversité et la culturodiversité, thème du colloque dont il est à l'origine les 15 et 16 novembre 2017 à AgroParisTech avec le musée du Vivant et la fondation René-Dumont (publié en 2019). En juillet 2017, par un accord de partenariat, est fondé à Argentat-sur-Dordogne "Nuage Vert / Green Cloud - musée mobile Vallée de la Dordogne", qu’il préside. Son sous-titre --définissant le projet-- est : "Comprendre et défendre la biodiversité et la culturodiversité" pour réconcilier nature et culture. Des événements sont organisés de toute nature, concerts, conférences, projections expositions in situ et sur structures mobiles, parfois en lien avec des événements sportifs ou de vie locale (fête de la soupe) rassemblant des milliers de participations. Une collection de livres ("Les couleurs du Nuage") est éditée, mêlant créatrices et créateurs avec des scientifiques, ayant comme principe "A l'ère du jetable, penser des livres durables" et publiant des textes inédits de Pierre Bergounioux, Michelle Perrot, Marc Dufumier…
En mars 2020, à l'occasion de la pandémie de COVID19, est ouverte une chaîne vidéo Nuage Vert - Green Cloud sur YouTube qui appelle à la Résistance culturelle et présente notamment une série de 14 vidéos sur l'histoire générale de l'écologie depuis la Préhistoire, une expo en ligne de Bernard Plossu "Eaux" ou des vues commentées des 2 expositions sur "Boris Vian, de la 'Pataphysique à la science-fiction" inscrites dans la commémoration nationale. Dès le début du confinement en mars 2020, voulant jouer un rôle citoyen de musée-forum apportant des repères, Nuage Vert conçoit une exposition (qui s'ouvre le 16 mai 2020) et un livre sur "MONTRER L'INVISIBLE. Ça ressemble à quoi un virus ?". Cette opération bénéficie de la contribution d'enfants des écoles élémentaires, d'artistes (Speedy Graphito, Gg, Nicole Gaulier, Hubert de Plonk & Replonk, Chantal Montellier, Lady M, André Stas, Paëlla Chimicos,Yves Desbuquois, Sinono…), d'articles inédits pour le livre (notamment de Thierry Paquot), et présente une partie historique avec des collections depuis le XVIIe siècle sur peste, variole, rage, grippe espagnole, polio, SIDA, EBOLA, coronavirus…
Par ailleurs, le 4 mars 2017, a lieu (dans une fondation pour handicapés, la Fondation John Bost), l'inauguration d'une nouvelle institution à La Force près de Bergerac dont il a conçu le projet et dont il préside le conseil scientifique : la Maison John et Eugénie Bost - un musée pour comprendre la différence.
Il est choisi comme président d'honneur lors du 10e anniversaire du prix Artemisia, qui récompense des femmes créatrices de bandes dessinées, dont la remise intervient le 12 janvier 2017 juste avant le festival d'Angoulême.
Il est surnommé « Mister Local-Global », dénomination qu’il a adoptée comme pseudonyme et lui sert souvent de signature. Ainsi, en mars 2017, il monte un studio de musique avec un label : mOm (maronne Oceans muzik). Sous son pseudonyme de Mister Local-Global, il publie le premier album du label en juillet 2017 ("BOTAziK") avec la collaboration de : Areski, Catherine Le Forestier, Stan Refet, Michel Dintrich, Claude et Yann Molenat, Gaëtan Neuville.
Le 30 décembre 2023, il prend la présidence de l'association Ressources & Réseaux après le décès de Philippe Bone, personnage des cultures alternatives qui avait cocréé le Catalogue des Ressources et les éditions Alternatives. L'association prend en février 2024 le nom de NUAGE VERT - Centre des Alternatives, en lien avec NUAGE VERT basé à Argentat-sur-Dordogne. Elle ouvre au public le 12 septembre de la même année son lieu (122 rue de Bagnolet, Paris 20e) pour des expositions et manifestations variées. Speedy Graphito peint une oeuvre sur la façade. L'association gère et valorise le fonds documentaire de Philippe Bone sur les cultures alternatives.
Enfin, il a écrit plusieurs ouvrages philosophiques défendant une "philosophie de la relativité", où il promeut des concepts comme : les choix rétro-futuro, les spectateurs-acteurs au temps de la surabondance et de l'invisibilité, le mouvement expérimental contre l'uniformisation par la norme, les identités imbriquées, l'Histoire stratifiée, le média-terrorisme et les sociétés du contrôle dans la guerre mondiale médiatique, la vision directe et la vision indirecte, l'hygiénisation de la société dans un grand hôpital planétaire, les vertus de l'IN (l'Intelligence Naturelle), le refus de l'assignation identitaire, le fait de n'être pas seulement humaniste mais "terriste", le choix de limites dynamiques, le retour au local avec un Pacte commun global évolutif, etc. En 2021, il inaugure la collection "TERRIST / ouvrir les yeux et la pensée" avec Marc Dufumier en publiant chez Nuage Vert un livre programmatique : Réconcilier nature et culture, suivi en janvier 2022 par Pour une conscience terriste chez Utopia. À la suite d'une grave alerte de santé, il publie en 2023 un résumé de 50 ans de réflexions concernant la place et le rôle des humains sur la planète : Nous, humains, vivons local-global.
Il réalise des interventions dans les villes et villages sur des thèmes différents, comme celle commencée en 2012 à Hong Kong : Economy is a belief démarrant la campagne mondiale « Résistance des savoirs / Knowledge is beautiful », dont le but est de réévaluer les savants et les créateurs comme modèles sociaux contre l'idéologie de la consommation addictive favorisée par des génocides culturels sur tous les continents. En janvier 2025, constatant la montée des nationalismes et des impérialismes technicistes destructeurs des conditions de vie sur la planète --ce qu'il nomme les "retardeurs criminels"--, il appelle à un T TIME, un temps de fédération terriste (T) en 17 points pour s'occuper de l'urgence : les actions humaines dans l'environnement terrestre. 

## Analyse critique de son œuvre

### Le Dictionnaire mondial des images
Jacques Le Goff a écrit dans le journal Le Monde du 15 décembre 2006 à l'occasion de la sortie du Dictionnaire mondial des images :

« Président de l'Institut des images, Laurent Gervereau publie un ouvrage appelé à faire date. Il a réuni une équipe d'une qualité exceptionnelle, qu'il s'agisse d'artistes et d'intellectuels confirmés ou de brillants jeunes chercheurs, autour d'un concept d'image. On sait que l'on considère que, depuis les dernières années du XXe siècle, l'humanité est entrée dans ce qu'on appelle l'ère des images. La somme présentée par Gervereau est dans la ligne des travaux qui ont apporté depuis vingt-cinq ans une contribution de premier ordre à l'objectif Voir, comprendre, analyser les images, titre d'un ouvrage précédent de l'historien (La Découverte, première édition en 1994), et s'inscrit dans sa réflexion sur un nouvel objet de la culture humaine, le visuel, auquel il a également consacré un volume (Histoire du visuel au XXe siècle, « Points histoire », Le Seuil, 2000). (…) Aujourd'hui nous serions entrés avec en particulier Internet dans l'« ère du cumul » et cet ouvrage semble être la première tentative globale pour pénétrer dans ce nouveau domaine de l'image mondialisée et globalisée. »

### Publications d'ouvrages
La liste des publications recense les livres personnels, ceux signés avec d'autres auteurs et des directions d’ouvrages ; elle ne prend pas en compte les directions de revues — depuis Aux poubelles de la Gloire commencée en mars 1977 —, ni les articles publiés.
- Législatives 1986. Les affiches de la campagne électorale (préface de René Rémond), Paris, Musée d'histoire contemporaine-BDIC, 1986.
- Images de 1917 (codirigé avec Christophe Prochasson), Paris, Musée d’histoire contemporaine-BDIC, 1987.
- Mai-juin 68 (codirigé avec Geneviève Dreyfus-Armand), Paris, Musée d’histoire contemporaine-BDIC, 1988.
- Le Couteau entre les dents. 70 ans d'affiches communistes et anticommunistes en France. 1919-1989 avec Philippe Buton, Paris, Éditions du Chêne, 1989  (ISBN 978-2851085641).
- De de Gaulle à Mitterrand, 30 ans de dessins d'actualité (codirigé avec Peter Ronge et Alain Deligne), Paris, Musée d’histoire contemporaine-BDIC, 1989.
- La Propagande sous Vichy (codirigé avec Denis Peschanski), Paris, Musée d’histoire contemporaine-BDIC, 1990.
- La Propagande par l'affiche. Histoire de l'affiche politique en France, 1450-1990[26], Paris, Syros-Alternatives, 1991  (ISBN 978-2867385933).
- Russie-URSS, 1914-1991. Changements de regards (codirigé avec Wladimir Bérélowitch), Paris, Musée d’histoire contemporaine-BDIC, 1991.
- La France en guerre d’Algérie (codirigé avec Jean-Pierre Rioux et Benjamin Stora), Musée d’histoire contemporaine-BDIC, 1992.
- La Course au moderne. France et Allemagne 1919-1933 (codirigé avec Robert Frank et Hans-Joachim Neyer), Paris-Berlin, Musée d’histoire contemporaine-BDIC/Werkbund Archiv, 1992.
- Images et colonies (codirigé avec Nicolas Bancel et Pascal Blanchard), Paris, Musée d’histoire contemporaine-BDIC/ACHAC, 1993.
- L'Affaire Dreyfus et le tournant du siècle (codirigé avec Christophe Prochasson), Paris, Musée d’histoire contemporaine-BDIC, 1994.
- [collecif] Rêver demain. Utopies, science-fiction, cités idéales avec Yolène Dilas et Thierry Paquot, Paris, Syros-Alternatives, 1994  (ISBN 978-2841461080).
- Voir, comprendre, analyser les images, coll. Guides repères, Paris, La Découverte, 1994 (1re édition) — rééd. 2004  (ISBN 978-2707142993).
- La Déportation, le système concentrationnaire nazi (codirigé avec François Bédarida), Paris, Musée d’histoire contemporaine-BDIC/Deutsches Historisches Museum, 1995.
- Les Sixties, France et Grande-Bretagne, 1962-1973 (codirigé avec David Mellor), Paris-Londres, Somogy-Colin Wilson, 1996.
- Terroriser, manipuler, convaincre ! Histoire mondiale de l'affiche politique, Paris, Somogy, 1996  (ISBN 978-2850562495).
- (avec Christian Delporte), Trois Républiques vues par Cabrol et Sennep, Paris, Musée d'histoire contemporaine-BDIC, 1996
- (avec Marie-Hélène Joly), Musées et collections d'histoire en France, Paris, Association internationale des musées d'histoire/Direction des musées de France, 1996
- Guernica. Autopsie d'un chef-d'œuvre, Paris, Paris-Méditerranée, 1996  (ISBN 978-2842720049).
- La Grande aventure du petit écran (codirigé avec Jérôme Bourdon, Agnès Chauveau, Cécile Méadel), Paris, Musée d'histoire contemporaine-BDIC, 1997.
- Où va l'histoire de l'art contemporain ? (codirigé avec Laurence Bertrand Dorléac, Serge Guilbaut, Gérard Monnier), Paris, L'Image/ENSBA, 1997.
- De l’unification à l’éclatement. L’espace yougoslave, un siècle d’histoire (avec Yves Tomic), Paris, Musée d’histoire contemporaine-BDIC, 1998.
- Topor. Le Dictionnaire, Paris, Alternatives, 1998 — réédité en version augmentée sous le titre (Presque) tout Topor, Paris, Alternatives, 2005  (ISBN 978-2862274560).
- Toute la France. Histoire de l’immigration en France au XXe siècle (codirigé avec Pierre Milza et Emile Temime), Paris, Somogy, 1998.
- Peut-on apprendre à voir ? (dir.), Paris, L'Image/ENSBA, 1999.
- Les Images qui mentent. Histoire du visuel au XXe siècle, Paris, Seuil, 2000 — nouvelle édition augmentée : Histoire du visuel au XXe siècle, coll. Histoire, Paris, Points-Seuil, 2003  (ISBN 978-2020554671).
- Un siècle de manipulations par l'image, Paris, Somogy-BDIC, 2000  (ISBN 978-2850563928).
- Regards sur le monde. Trésors photographiques du Quai d'Orsay, 1860-1914 (avec Pierre Fournié), Paris, Somogy / AFAA, 2000  (ISBN 2-85056-419-2)
- Ce livre n'est pas à lire, coll. 10/vingt, Paris, Sens & Tonka, 2001  (ISBN 978-2845340251).
- Voir / ne pas voir la guerre (codirigé avec Thérèse Blondet-Bisch, Robert Frank et André Gunthert), Paris, Somogy, 2001.
- Critique de l'image quotidienne. Asger Jorn, coll. Diagonales, Paris, Cercle d'art, 2001  (ISBN 978-2702206256).
- La Planète Jorn (codirigé avec Paul-Hervé Parsy), Paris-Strasbourg, Adam Biro/Musées de Strasbourg, 2001.
- L'Envers des sens avec Gérard Aimé, Nathalie Kristy et Véronique Willemin, Paris, Syros-Alternatives, 2001  (ISBN 978-2862272757).
- La Disparition des images, Paris, Somogy, 2003  (ISBN 978-2850566417).
- Ces images qui changent le monde, Paris, Seuil, 2003  (ISBN 978-2020558112).
- Ce matin, je me réveille encore..., coll. 10/vingt, Paris, Sens & Tonka, 2003  (ISBN 978-2845340664).
- Picasso, from Caricature to the Metamorphosis of Style (codirigé avec Brigitte Léal), Barcelone, Musée Picasso, 2003.
- La Deuxième Guerre mondiale, des terres de refuge aux musées, Patrick Cabanel et Laurent Gervereau (dir.), Sivom Vivarais-Lignon, 2003  (ISBN 978-2-9518885-0-0)
- Le Monde des images. Comprendre les images pour ne pas se faire manipuler, bande dessinée, illustration de Cabu, Paris, Robert Laffont, 2004  (ISBN 978-2221101254).
- Inventer l'actualité. La construction imaginaire du monde par les médias internationaux, coll. Cahiers libres, Paris, La Découverte, 2004  (ISBN 978-2707143150).
- Photographier la guerre d’Algérie (codirigé avec Benjamin Stora), Paris, Marval, 2004.
- Le Réel au cinéma (dirigé par Laurent Gervereau), textes de Frédéric Abécassis, Jean-Pierre Bertin-Maghit, Marc Ferro, Sylvie Lindeperg, Laurent Véray, Lyon, Musée Gadagne, 2004.
- Halte aux voleurs d'avenir ! [devenez plurofuturos ou un peu de lecture pour regarder le monde autrement], Paris, Plurofuturo/www.gervereau.com, 2005 — remanié et mis en ligne gratuitement en 2010, puis en 2015 avec une édition papier.
- Le musée révélé. L’Histoire de France au château de Versailles (codirigé avec Claire Constans), Paris, Robert Laffont, 2005.
- Laurent Gervereau (dir.), Dictionnaire mondial des images, coll. Opus Magnum, Paris, Nouveau Monde éditions, 2006 — réédition en poche en 2010  (ISBN 978-2847365139).
- Vous avez dit musées ? Tout savoir sur la crise culturelle, coll. Carré des sciences, Paris, CNRS Éditions, 2006  (ISBN 978-2271064806).
- Montrer la guerre ? Information ou propagande, coll. Pôle photo, Paris, Isthme éditions/Canopé/Historial de la Grande Guerre (Péronne), 2006  (ISBN 978-2912688637).
- La Guerre mondiale médiatique, Paris, Nouveau Monde éditions, 2007  (ISBN 978-2-84736-248-0).
- D'après nature. Sciences et fantasmes depuis le XVIe siècle, Paris, Alternatives, 2007  (ISBN 978-2862275352).
- Quelle est la place des images en histoire ? (codirigé avec Christian Delporte), Paris Nouveau monde, 2008.
- Images, une histoire mondiale, Paris, Nouveau Monde éditions/CNDP, 2008  (ISBN 978-2847363623).
- L'Europa delle Imagini. Images of Europe (codirection), Florence, Alinari, 2008  (ISBN 978-8863020069).
- La Guerre sans dentelles, Paris, Skira-Flammarion/Musée du Château de Versailles, 2009  (ISBN 978-2081227590).
- Pour une philosophie de la relativité, Paris, Plurofuturo, 2010  (ISBN 978-2919331024).
- L'Homme planétaire, Paris, Plurofuturo, 2010  (ISBN 978-2919331000).
- Ici et partout. Trois essais d'écologie culturelle, Paris, Plurofuturo, 2010  (ISBN 978-2919331031).
- Rien à voir, Paris, Plurofuturo, 2010  (ISBN 978-2919331048) — roman policier autour des événements du 11 septembre 2001.
- Je suis pluriel, Paris, Plurofuturo, 2010  (ISBN 9782919331017).
- Mixplanet, bande dessinée illustrée par Xin Ye, Paris, Plurofuturo, 2011  (ISBN 978-2-919331-05-5).
- Les Images mentent ? Manipuler les images ou manipuler le public, Paris, Plurofuturo, 2011  (ISBN 978-2919331079).
- Images de René Dumont (dir.), Paris, Fondation René Dumont / Musée du Vivant / CIRE-AgroParisTech, 2011  (ISBN 978-2-919331062).
- Une histoire générale de l'écologie en images, Paris, Plurofuturo, 2011  (ISBN 978-2919331086).
- Le Local-global. Changer soi pour changer la planète, Paris, Plurofuturo, 2012  (ISBN 978-2919331093).
- Patrimoine de l'écologie et écologie du patrimoine (codirigé avec Christian Delporte), Paris, Musée du Vivant-AgroParisTech / Université Versailles Saint-Quentin (UVSQ), 2013  (ISBN 978-1-291-72720-3).
- Cabu à la ville, Cabu aux champs, Paris, Musée du vivant-AgroParisTech, 2014  (ISBN 9781291877021)
- Unik. Catalogue des œuvres plastiques retrouvées (1969-2014), Paris, Plurofuturo, 2014  (ISBN 978-2919331116).
- Tu es plurofuturo ?, Paris, Plurofuturo, 2015  (ISBN 978-2322016969) — livre en 4 langues : français, anglais, chinois, arabe.
- René Moreu. Célébrer la nature, résister à l'aveuglement, Paris, Musée du vivant-AgroParisTech, 2015
- Be Multi ! Vivre local-global ou le nécessaire dépérissement des nations, Paris, Plurofuturo, 2015  (ISBN 9782919331130).
- Parti de rien, je suis arrivé nulle part, Paris, Plurofuturo, 2015  (ISBN 978-2919331123).
- Halte aux voleurs d'avenir !, Paris, Plurofuturo, 2016  (ISBN 978-2919331154).
- L'Histoire mondiale des images. S'initier en 10 étapes-repères, Paris, Plurofuturo, 2016  (ISBN 978-2-919331-16-1).
- Le Musée du Vivant : premier musée international sur l'écologie (sous la direction de Laurent Gervereau), Paris, AgroParisTech, 2016  (ISBN 978-0-244-65617-1)
- Le progrès est une erreur. Limites dynamiques, mouvement perpétuel et tri rétro-futuro, Paris, Plurofuturo, 2016  (ISBN 978-2-919331-18-5)
- TOUT VERT ! Le grand tournant de l'écologie (1969-1975) (codirigé avec Cécile Blatrix), Paris, Musée du Vivant-AgroParisTech, 2016  (ISBN 978-1-326-63226-7)
- Apprendre à voir. Pourquoi tant de cécité dans les enseignements au XXIe siècle ?, Paris, Plurofuturo, 2017  (ISBN 978-2-919331-20-8)
- La saga Bost : une famille protestante, XVIIe-XXIe siècle (codirigé avec Patrick Cabanel), Genève, Labor et Fides, 2017  (ISBN 978-2-8309-1619-5)
- Josep Baqué. Biodiversité imaginaire, Biodiversité classifiée, Biodiversité en péril (dir.), Paris, Musée du Vivant-AgroParisTech, 2017  (ISBN 978-0-244-90836-2)
- Une chaise à roulettes (dir., sur l'histoire des fauteuils pour handicapés), La Force, Maison John et Eugénie Bost-Fondation John Bost, 2018  (ISBN 978-2-900921-00-5)
- Tome I. Humain planétaire (roman), Paris, Plurofuturo, 2018  (ISBN 978-2-919331-22-2)
- Tome II. Philosophie de la relativité et pensée locale-globale, Paris, Plurofuturo, 2018  (ISBN 978-2-919331-23-9)
- Tome III. Apprendre à voir : Histoire générale du visuel et décryptage des images, Paris, Plurofuturo, 2018  (ISBN 978-2-919331-24-6)
- Tome IV. De l'écologie matérielle et culturelle : biodiversité et culturodiversité, Paris, Plurofuturo, 2018  (ISBN 978-2-919331-25-3)
- Voir / ne pas voir les "handicaps" (dir.), La Force, Maison John et Eugénie Bost-Fondation John Bost, 2018  (ISBN 978-2-900921-01-2)
- L'art brut existe-t-il ? (codirigé avec Laurence Bertrand Dorléac), Paris, Liénart, 2019  (ISBN 978-2-35906-268-7)
- NO MONEY. Dépérissement de l'argent et recherche du simple à l'heure des sociétés du contrôle, Paris, Plurofuturo, 2019  (ISBN 978-2-919331-26-0)
- Biodiversité et Culturodiversité. Ne plus séparer nature et culture (codirigé avec Cécile Blatrix), Paris, Musée du Vivant-AgroParisTech, 2019  (ISBN 9780244774080)
- ARBRES & PLANTIGRADES. Les arbres poussent, les humains aussi (dir.), textes de Pierre Bergounioux et Marc Deconchat, dessins de Gg et photos de Jean-Claude Bouyat, collection "Les couleurs du Nuage", Nuage Vert, 2020  (ISBN 978-2-491771-00-3)
- MONTRER L'INVISIBLE. Ca ressemble à quoi un virus ? (dir.), textes de Pauline Petit, Roger Mayou, Thierry Paquot et Laurent Gervereau, collection "Les couleurs du Nuage", Nuage Vert, 2020  (ISBN 978-2-491771-01-0)
- PORCELAINES DE LA MORT dans les cimetières du Limousin à la Chine par André Chabot (dir.), textes d'André Chabot, André Stas et Marc-Olivier Gonseth, collection "Les couleurs du Nuage", Nuage Vert, 2020  (ISBN 978-2-491771-02-7)
- SAND, COLETTE, BAKER ET BEAUVOIR entre Corrèze, Limousin et Vallée de la Dordogne (dir.), textes de Michelle Perrot, Olivier Dard et François Soustre, collection "Les couleurs du Nuage", Nuage Vert, 2020  (ISBN 9782491771034)
- Cabanes et anarchitectures (dir.), textes de Véronique Willemin, Anna Pravdova et Bertrand Schmitt, collection "Les couleurs du Nuage", Nuage Vert, 2021  (ISBN 978-2-491771-04-1)
- Vivre avec la biodiversité (dir.), textes de Gilles Bœuf, Marc Dufumier, Jean-Michel Teulière, Laurent Chabrol, collection "Les couleurs du Nuage", Nuage Vert, 2021  (ISBN 978-2-491771-05-8)
- LA FIN DU MONDE NE DATE PAS D'AUJOURD'HUI. Baladez-vous entre films et pop culture dystopiques… (dir.), textes de Jean-Pierre Andrevon, Marc Atallah, Pascal Ory, collection "Les couleurs du Nuage", Nuage Vert, 2021  (ISBN 978-2-491771-07-2)
- Réconcilier nature et culture (avec Marc Dufumier), collection "TERRIST / ouvrir les yeux et la pensée", Nuage Vert, 2021  (ISBN 978-2-491771-06-5)
- EAUX (dir.), textes de Christian Joschke, Jean-Paul Demoule, Thierry Paquot, Jacques Mény, Maya Leroy, collection "Les couleurs du Nuage", Nuage Vert, 2021  (ISBN 978-2-491771-09-6)
- UN RUGBY DES CAMPAGNES. Sport ou mode de vie ? Les pieds dans la terre ou la tête dans les étoiles ? (dir.), textes de Xavier Lacarce, Pierre Villepreux, Marc Sirieix, Lionel Teilhet, Christophe Joulia, collection "Les couleurs du Nuage", Nuage Vert, 2021  (ISBN 978-2-491771-11-9)
- ELLUL, CHARBONNEAU, ANDRE LOUIS. Trois pionniers de l'écologie en Nouvelle Aquitaine (dir.), textes de Patrick Chastenet, Florence Louis, Anna Trespeuch-Berthelot, collection "Les couleurs du Nuage", Nuage Vert, 2021  (ISBN 978-2-491771-10-2)
- Les Nuages de Serge (dir.), textes d'Hubert Haddad, Jean Jouzel, Jean-Robert Petit, Raoul Vaneigem, collection « Les couleurs du Nuage », Nuage Vert, 2022  (ISBN 978-2-491771-13-3)
- FAKE MOYEN AGE ! ou comment le Moyen Âge est imaginé à travers les films, la bande dessinée, les jeux vidéo, la pop culture... (dir.), 28 textes préfacés par Jean-Claude Schmitt, collection "TERRIST / ouvrir les yeux et la pensée", 470 p., Nuage Vert, 2022  (ISBN 978-2-491771-12-6)
- Pour une conscience terriste (avec Marc Dufumier), Paris, Utopia, 2022  (ISBN 978-2-919160-44-0)
- LA MORT DE LA TELEVISION à travers les dessins de Dobritz, Christian Delporte et Laurent Gervereau, collection "Les Couleurs du Nuage", Nuage Vert, 2022  (ISBN 978-2-491771-15-7)
- La Marche, une façon de penser (codirigé avec Antoine de Baecque), textes de Kenneth White, David Le Breton, Alexandra Duchêne, Muriel Paucard, Nicolas Eprendre, Noël Mauberret, Noël Herpe, Jean Mottet, Carolina E. Santo, collection "Les Couleurs du Nuage", Nuage Vert, 2022 (978-2-491771-17-1)
- AIR PUR. Un film écologiste de René Clair tourné à Argentat et fracassé par la guerre, Noël Herpe et Laurent Gervereau, collection "Les Couleurs du Nuage", Nuage Vert, 2022 (978-2-491771-18-8)
- GUY BODSON, situationniste & pataphysicien ou la joie de détourner l'Art, Nicolas Surlapierre et Laurent Gervereau, collection "Les Couleurs du Nuage", Nuage Vert, 2022 (978-2-491771-19-5)
- INEXISTER. Mes vies de terriste, collection "TERRIST / ouvrir les yeux et la pensée", Nuage Vert, 2022 (978-2-491771-40-9)
- Nous, humains, vivons local-global, collection "TERRIST / ouvrir les yeux et la pensée", Nuage Vert, 2023 (978-2-491771-41-6)
- PACIFISTES. Chercher une pensée-monde entre deux guerres, (dir.), préface de Pascal Ory avec 29 autrices et auteurs, 410 pages, collection "Les Couleurs du Nuage", Nuage Vert, 2023 (978-2-491771-42-3)
- Comment et pourquoi faire de l'histoire stratifiée ?, (dir.), collection "TERRIST / ouvrir les yeux et la pensée", Nuage Vert en partenariat avec la Ligue de l'Enseignement et la collaboration de Yohann Chanoir, 2023 (978-2-491771-43-0)
- HIP, HIP, HIPPIES ! Amour, paix, rêves et retour à la terre, Laurent Gervereau et Thierry Paquot (dir.), collection "Les Couleurs du Nuage", Nuage Vert, 2024 (978-2-491771-44-7)
- DEVIRT. Se dévirtualiser et sortir de l'assignation identitaire, collection "TERRIST / ouvrir les yeux et la pensée", Nuage Vert, 2024 (978-2-491771-46-1)
- NATURISME CONTRE NUDISME ? Petite histoire des corps et de l'écologie à l'émergence des loisirs (1890-1965), Laurent Gervereau (dir.), avec les contributions de Sylvain Villaret, Thomas Coste, Léo Bernard, Gauthier Azou, Alexandra Duchêne, collection "Les Couleurs du Nuage", Nuage Vert, 2024 (978-2-491771-47-8)
- RENE MOREU. Handicap, créations, écologie entre Pif et Picasso, Laurent Gervereau (dir.), collection "Les Couleurs du Nuage", Nuage Vert, 2024 (978-2-491771-45-4)
- ETES-VOUS IDIOTS ?, Laurent Gervereau (dir.) avec des contributions de Jacques Hochmann, Anne Nardin, Emmanuel Venet, Martine Gilsoul, Antoine de Baecque, Yvan Leclerc, Morgan Labar, François Albera..., collection "Les Couleurs du Nuage", Nuage Vert en collaboration avec la Maison John et Eugénie Bost, 2024 (978-2-491771-48-5)
- SUPER-HEROS, SUPER-HEROINES. Des origines françaises à travers la littérature populaire, les films et la bande dessinée, Laurent Gervereau (dir.), collection "Les Couleurs du Nuage", Nuage Vert, 2024 (978-2-491771-49-2)
- TOUT EST FAUX, TOUT EST VRAI. IA (Intelligence Artificielle), Laurent Gervereau (dir.), collection "Les Couleur du Nuage", Nuage Vert, 2024 (978-2-491771-50-8)
- NOUS MIGRONS, Mister Local-Global (Laurent Gervereau), collection TERRIST / ouvrir les yeux et la pensée, Nuage Vert, 2024 (978-2-491771-51-5)
- DI-VERSIONS vies d'un terriste, Mister Local-Global (Laurent Gervereau) et Ye Xin, collection Courants d'air, Nuage Vert, 2025 (978-2-491771-54-6)
- T TIME, Laurent Gervereau / Mister Local-Global, collection TERRIST / ouvrir les yeux et la pensée, Nuage Vert, 2025 (978-2-491771-52-2)

### Réalisation de documentaires
Deux films artistiques expérimentaux :
- 2005-2008 : La Peur des Images. Moyen-métrage (50 minutes)
- 2009 : Ouf. Court-métrage (12 minutes)

Neuf films longs métrages ont été réalisés (1 h 45 en moyenne) avec des collaborateurs différents. Cinq sont sortis en salles en janvier 2011.
- 2010 : L'Info est-elle comestible ? Réalisé avec la collaboration de Cyril Stern[28].
- 2011 : À travers les utopies. Réalisé avec la collaboration de Basile Remaury. Road movie entre France et Suisse sur des lieux d'utopies anciennes pour transformer la vie aujourd'hui
- 2011 : La fabrique des images hybrides Réalisé avec la collaboration d'Emmanuel Chirache. Plongée dans le Japon avec une enquête à Hiroshima et la censure des images de la bombe puis, à travers Tezuka, les mangas et les films, l'histoire de la construction d'une culture mainstream mondialisée
- 2011 : La pauvreté, c'est quoi ? Réalisé avec la collaboration d'Alban de Chambrun. Seuls les Maliennes et les Maliens parlent : ils montrent la relativité planétaire et la lutte contre l'uniformisation dans une longue enquête à travers tout le pays, de Bamako à Kayes, Ségou ou Mopti, du pays Dogon à Tombouctou.
- 2011 : Où sont les déchets ? Co-réalisé avec Othello Vilgard. Film expérimental à travers l'Inde, quasiment sans paroles, pour réfléchir aux questions de pollution, aux rejetés de la société (Adivasis considérés comme non humains), à la conception de la vie et de la mort.
- 2013 : En attendant l'hiver… Réalisé avec la collaboration d'Emmanuel Chirache. Tourné à l'extrême nord du Nunavik avec les habitants, ce film montre des Inuit décidés à garder leurs traditions (chasse, pêche, propriété collective) à l'heure de graves changements climatiques.
- 2013 : Politically InKorect ! Réalisé avec la collaboration de Jean-Hugues Berrou et Emmanuel Chirache. Sur Noël Arnaud, Dada, Alfred Jarry, Picasso, Jorn, Duchamp, Debord, Vian, l'Oulipo[29]…
- 2014 : Spectateur. Co-réalisé avec Raphaël Minnesota / Raphaël Girault. Laurent Gervereau s'enferme 24 heures devant la télévision et analyse ce qu'il voit.
- 2025 : T TIME, Laurent Gervereau / Mister Local-Global : contre les "retardeurs criminels" des guerres matérielles, commerciales, médiatiques, s'occuper des priorités de "T", TERRA, la Terre, notre espace de vie commun (partenariat avec nuage-vert.com et citoyliens.fr)